# 滇桂戰爭
滇桂戰爭為1925年開始的一場戰役，亦為中國歷史上數以少勝多的戰事之一。1925年孫中山於北京病危，时胡汉民为代大元帅留守广州。滇系軍閥唐繼堯乘機聯絡廣東軍閥陳炯明、鄧本殷、劉震寰等企圖東下入粵，消滅新興之中國國民黨。唐繼堯向李宗仁開出700萬元銀洋借道費，被李宗仁拒絕。唐遂派龍雲、盧漢、唐繼虞等率領7萬滇軍，兵分三路入桂。
1925年2月至7月，李宗仁、黃紹竑、白崇禧以2萬人之軍力，終將三路7萬滇軍擊潰。至此由名將蔡鍔一手訓練、裝備精良之滇軍，不再成為中國軍界主要勢力之一。新桂系晉身成為中國地方強權之一，也使廣州國民政府新興之中國國民黨倖免於難。

## 經過
1925年3月12日孫文病逝，唐繼堯在3月19日發出通電，聲明已於3月18日在雲南就任其先前曾拒绝接受的副元帥職，打算繼孫文遞補大元帥的缺位，廣州軍政府立即譴責唐繼堯，並通電討伐唐繼堯，唐繼堯打算路過廣西直接進兵廣東。
此時的廣西已經由三雄（李宗仁、白崇禧、黃紹竑的新桂系、沈鴻英、陸榮廷）三雄並立過渡到兩雄對峙的局面（“李宗仁、白崇禧、黃紹竑”的新桂系已經滅了陸榮廷）且雙方都虎視眈眈。
唐繼堯開出雲南煙土400萬兩的“支票”，並以川黔滇聯軍總司令名義委任李宗仁為廣西陸軍第一軍軍長、黃紹竑為第二軍軍長，只要他們允許唐繼堯取道廣西入粵。

## 先敗沈鴻英
此時李宗仁他們正面對著身邊一個時刻都在打自己主意的勁敵沈鴻英，就算沒有他，憑三人眼下這點兵力，想要阻擋唐繼堯，實力十分懸殊。
李宗仁當日晚和黃紹竑、白崇禧召集高級幹部會議，認真討論當時形勢和今後的軍事部署問題。李宗仁認為，唐繼堯要進攻廣西，形勢固然嚴重，而更嚴重的是廣西境內的沈鴻英則有可能乘唐軍攻打南寧之際、幫助唐進攻李。李宗仁決定利用唐軍到達南寧之前的一段時間，全力討沈，解除後顧之患，以便能全力抵抗唐軍。
中午，白崇禧部與沈軍在武宣展開激戰，白崇禧幾至被俘，倉皇逃进城內，閉門堅守。白崇禧在這危難時刻爭取主動，施展小計，在沈軍用膳時，組織百餘名敢死隊，鳴槍吶喊，殺向敵營，竟使敵人後退10餘里，正當白崇禧在武宣和敵軍周旋時，李宗仁率一獨立營乘輪自柳江上駛，是日下午5時到達離定武約30裡的攔馬村岸，未等上岸，李已見岸上十數人招手呼喚。在人群中，李發現前陸小同學李瀾柱，乃詢問上游軍事情況。根據李瀾柱的介紹，李宗仁知道定武城仍在白崇禧的掌握之中。他估計，鐘祖培等率領的由江口一帶向武宣西進的先頭部隊，1月3日中午定可到達離定武不遠的東鄉，便決心上岸向新圩進發。新圩離武宣城40里地。第二天拂曉，李得報鐘祖培率部如期到達，敵人已從武宣退至二塘，構築防禦工事，於是派人和白崇禧取得聯繫後決定是日下午2時，向敵人發動總進攻。李將主力配備於右翼，企圖將沈部壓迫至柳江左岸而殲滅。沈軍不甘示弱，竟全線躍出戰壕反撲。兩軍展開肉搏，殺聲震天：雙方屢進屢退，形似拉鋸。李宗仁清楚，值此激烈時刻如一旦垮下，將兵敗如山倒，後果不堪設想。於是他親臨前線，冒著炮火，指揮作戰。正值雙方酣戰難解難分之際，李宗仁部的李石愚縱隊，由貴縣趕至二塘，威脅沈軍右翼。敵人見李的援軍趕到，頓時軍心虛慌，陣線動搖。李軍乘勢發動猛攻，沈軍全線崩潰，倉皇竄逃，退守柳州。
之後白崇禧以桂林為據點，跟踪追擊。自分三路進擊，巧設計謀，於4月24日將沈軍全殲。沈鴻英最後逃往香港。

## 決戰唐繼堯
正當李宗仁、黄绍竑、白崇禧與沈鴻英激戰時，唐繼堯率領由滇、黔二省組成的“建國軍”6萬餘人揮戈東下兵分三路：第一路由唐的胞弟唐繼虞任總指揮，自貴州東部邊境入三江、融縣，以柳州為進攻目標，第二路由龍雲任總指揮，自滇東廣南入百色東犯，以南寧為進攻目標；第三路由胡若愚任總指揮，由滇南的富州侵入鎮邊、靖西，經養利、同正，會攻南寧。與唐軍相比，李宗仁勢單力薄，兵力只有萬餘，槍八千，炮數門，加上增援的范石生部也不過2萬餘人。唐部的兵力數倍於李宗仁部，來勢兇猛，大有吞日月、撼山河之勢。
面對嚴重的形勢，剛結束與沈鴻英作戰的李宗仁非常冷靜。他認為，滇軍雖眾，但滇、桂、黔3省邊區，多屬叢山峻嶺，道路崎嶇，數万大軍俱發並進，是不可能的。三路軍中，第二路軍龍雲部首先入桂，並在李部有計劃地退出南寧時，佔領了南寧，但後繼之軍不到，龍部反成了孤軍。這樣，李宗仁等可以從容部署作戰計劃，各個擊破來犯的滇軍。
5月16日，李宗仁命部隊向崑崙關進攻。為了保證崑崙關一戰的勝利，一開始李宗仁便親臨前線指揮作戰。將帥臨陣，士兵精神百倍，作戰時奮不顧身。但崑崙關地勢險要，易守難攻，有一夫當關萬眾莫入之勢。李宗仁指揮部隊，血戰一晝夜，損兵折將，不能奏效。這時，李宗仁發現負責左翼進攻的范石生部還未參加戰鬥，於是，他從陣地調兩個縱隊向左翼延伸，攻打滇軍。全軍將士拼力衝殺，使龍部不能支持，死傷2000餘人，終於攻下了號稱天險的崑崙關。但李宗仁毫不放鬆，命令部隊跟踪追擊，龍雲軍復於八塘憑險頑抗。李宗仁率部隊與滇軍奮戰一晝夜，再度出破八塘的防守。八塘一破，李宗仁以破竹之勢，相繼攻下七塘、五塘，龍雲部躲進南寧。
南寧城牆堅實，李宗仁部沒有重砲，一時難以攻克，李遂下令先將南寧圍個水洩不通，打算以斷糧斷水來逼迫龍雲就範。忽接柳州告急電：唐繼堯的滇軍第一路由貴州入廣西，已兵臨柳州城下。柳州是南寧的第一道門戶，柳州一失，則立呈唇亡齒寒之勢；南寧被困之敵不但可減輕壓力，而李部將處於被滇軍前後夾擊殲滅的危險。這是一個不堪設想的後果。形勢的驟變，反使李宗仁頭腦冷靜，他立即調兵遣將，重新佈署，龍雲見李宗仁調大隊人馬撤圍，知軍情有變，判斷唐繼堯軍已進入廣西，認為有機可乘。於是他懸重賞組織敢死隊，打算出城突擊，創造奇蹟。重賞之下必有勇夫，一下子有千餘人報名參加。龍雲見敢死隊士氣高昂，當晚便實行突圍。圍城的範石生軍措手不及，被龍部沖得七零八落，暈頭轉向，倉皇后退幾十里。剛出南寧城不遠的李宗仁聞訊，速調俞作柏領兵折回救援，給敢死隊以重創，嚇得滇軍蜷縮在城內，不敢輕舉妄動。為徹底消滅龍軍，李宗仁決定在八塘紮營，一面指揮圍困南寧戰事，一面策劃援柳部署。李宗仁為吸引龍軍出城野戰，將圍城的東北方部隊撤去，惑他出甕，無奈龍雲上次吃了虧，學起乖來，乾脆閉守不出，一則等待唐繼堯的增援，二則蓄力以收內外夾擊之效。其實此時柳州的戰事已十分激烈，唐繼堯軍步步逼近，柳州守將李石愚在前線陣亡，形勢岌岌可危，幸黃紹竑、白崇禧率部分別從梧州、桂林趕往柳州前線，血戰一日，打死打傷滇軍2000餘人，才使柳州得以解救。柳州一役，唐繼堯主力受到致命打擊，膽戰心寒，率餘部退至慶遠。
李宗仁接到白崇禧的捷報，命大部追擊，唐部潰不成軍，於6月退回雲南。為使南寧城龍雲部早日投降，李宗仁將唐部俘虜數百人送入南寧城，告知滇軍在柳州的慘敗。龍不信，李又命將俘虜中的兩名旅長送入城中，龍才相信。此時，南寧城也已糧絕彈盡，且疫病流行，龍知道繼續孤守意味著滅亡，於1925年7月7日夜間，渡河向左江逃竄。李宗仁派俞作柏率部追擊。只因俞行動遲緩，耽擱時日，讓龍雲安然逃回雲南。經過討沈拒唐兩次險惡的戰役，李宗仁以少擊眾，全殲沈鴻英部，挫敗唐繼堯東進之師，終於1925年7月統一了廣西。還在7月1日，廣州大元帥府正式改組為國民政府時，廣西遂納入國民政府的領導之下。

## 意義
此戰避免了新興之中國國民黨與廣州政府之滅亡，改寫了中國的歷史。
此役確定了新桂系成為未來中國的一方霸權。也因李宗仁統一廣西有功，受到政府的讚賞，並在國民黨第二次全國代表大會期間被選為候補中央監察委員。按廣東政府的要求，廣西的軍、政、財、教等諸方面在李宗仁的積極整頓下，走上了軌道，與陸榮廷統治廣西時相比，呈現出前所未有的新氣象，為廣州國民政府早日北伐提供了有利條件。